# Епископ горњокарловачки Иларион
Иларион (световно Владимир Зеремски; Турија, 27. фебруар 1865 — Плашки, 1. јануар 1931) је био епископ Српске православне цркве.

## Световни живот
Епископ Иларион (световно Владимир Зеремски) рођен је у Турији 27. фебруара 1865. године. Завршио је Српску православну велику гимназију у Новом Саду, правне науке слушао у Будимпешти, а Московску духовну академију завршио је 1890. године са степеном магистра богословља. За професора Старе карловачке богословије постављен 1891. године.
Као професор покренуо је у Сремским Карловцима „Богословски гласник” 1902. и са осталим професорима богословије уређивао га и држао на „висини коју није достигао ниједан богословски лист после рата“. У Старој карловачкој богословији је предавао Нови завет, из којега је превео и протумачио најважније делове, од којих је само мањи део објављен у „Богословском гласнику”. Поред Новога завета, епископ Иларион се бавио и историјом, чији је сјајан познавалац био.
Када су се Румуни издвојили из састава Карловачке митрополије и покренули парницу, тражећи манастире и уопште имовину митрополије, тадашњи архимандрит Иларион је на основу архивске грађе написао књигу „Српски манастири у Банату”, која је умногоме помогла решењу овога спора који је вођен пред мађарским судовима. Његове историјске студије „Српска Патријаршија” и „О женском манастиру у Старом Јаску” и данас имају велику вредност, јер је приликом писања истих користио архивски материјал из митрополитског, бечког и будимпештанског архива.

## Монашки живот
Замонашен у манастиру Ковиљу 14. октобра 1893, рукоположен за ђакона 26. октобра, а за презвитера 27. октобра исте године. Достојанством синђела одликован 1898, протосинђелством 1899, а чином архимандрита 1904. године. До избора за епископа био је настојатељ манастира Хопова и Раковца.

### Епископско звање
За викарног епископа хиротонисан 18. децембра 1912. године. После смрти епископа горњокарловачког Михаила, 1914. постављен за мандатара ове епархије. Услед неприлика везаних за односе Карловачке патријаршије и бечког двора пре и током Првог светског рата Епархијски архијереј постаће званично тек у новембру 1920. године, после уједињења српских цркава.
На мировној конференцији у Паризу 1919. године епископ Иларион је био, као стручњак за Војводину, члан нашег мировног посланства. Исте године је изабран и за професора Универзитета у Београду, али због одласка на епархију није могао прихватити овај положај.
Као врсни сарадник Историјског друштва у Новом Саду, епископ Иларион је припремио за штампу књигу животописа архијереја Карловачке митрополије, која је требало да изађе у издању овога друштва, али је сав овај материјал, нажалост, нестао за време Другог светског рата.
Као епархијски архијереј посебно се бринуо за побољшање материјалног положаја парохијског свештенства најпространије епархије Карловачке митрополије, као што се бринуо и за интерниране српске свештенике у манастиру Гомирју у току Првог светског рата. У епископу Илариону Српска црква је имала једнога од најобразованијих јерараха без којега се није могао замислити ниједан рад када се радило о доношењу законских прописа или стварање црквених установа и удружења.
Умро је 1. јануара 1931. године у Плашком и сахрањен у тадашњем Саборнoм храму у датом насељу.

## Одабрани радови
- Зеремски, Иларион (1907). Српски манастири у Банату: њихов постанак, прошлост и одношај према Румунима (PDF). Сремски Карловци: Српска манастирска штампарија.
- Зеремски, Иларион (1911). „Српска колонија у Ердељу у XV.-XVI. веку”. Бранково коло. 17: 74—77, 90—92.
- Зеремски, Иларион (1930). „Манастир Партош”. Гласник Историског друштва у Новом Саду. 3: 207—233.
- Зеремски, Иларион (1931). „Попис свештенства и народа у Митрополији Карловачкој из 1769”. Гласник Историског друштва у Новом Саду. 4: 46—58.
- Зеремски, Иларион (1932). „Темишварски епископ Никола Димитријевић и паљење његове резиденције и цркве”. Гласник Историског друштва у Новом Саду. 5: 88—89.